# Le Titre

Le Titre este o comună în departamentul Somme, Franța. În 1 ianuarie 2022 avea o populație de 339 de locuitori.